# 江魚 (明朝)
江魚（15世紀—16世紀），原名鱸，字惟化，江西南昌府豐城縣湖頭人，明朝政治人物。

## 生平
江魚擅長詩歌和古文辭，獲江西提學副使李夢陽提拔成生員並為其改名，是正德八年（1513年）癸酉科江西鄉試舉人，授臨安推官，判案平允，審判河底土人疑獄得實情，將犯人繩之於以法，對方多次拿出金錢求宥不得，因此賄賂江魚下屬投毒在其食物中，他因此中毒而死，人民都感到傷心，家貧不能治喪，縉紳都出資協助將其靈柩送歸。著有《雨窗集》。

## 引用
1. 1 2  同治《豐城縣志·卷十三·人物志三》：江潭，字朝東，邑郛湖頭人，成化進士……魚字惟化，原名鱸，潭從子，工詩古文辭，督學李夢陽首拔之，為易其名，領正德鄉薦，授臨安府推官，聽讞平允，斷土酋疑獄得情繩以法，多方求宥不得，賄左右置毒食中遂暴卒，貧不能治喪，諸縉紳賻贈歸其柩。著有《雨窗集》。
2. ↑  同治《豐城縣志·卷八·選舉志》：明……正德八年癸酉鄉試 解元王昂……江魚 潭之侄，推官，有傳
3. ↑  光緒《雲南通志·卷一百三十九·秩官志六之一》：江魚 豐城人，舉人，正德間任臨安推官，清介自持，河底夷酋搆訟，魚往勘，夷投以金不受，中毒卒，士民哀之。 《臨安府志》